# 維奧拉 (喬治亞州)
維奧拉（英語：Viola）是位於美國喬治亞州赫德縣的一個非建制地區。該地的面積和人口皆未知。

## 地理
維奧拉的座標為33°15′17″N 85°08′56″W / 33.25472°N 85.14889°W，而該地的平均海拔高度為264米（即866英尺）。